# Дакийски войни
Дакийските войни са двата похода на римския император Траян в началото на 2 век, в земите на даките (Карпатите в областта на днешна Румъния), предхождани от несполучлив опит за настъпление срещу тях на император Домициан, в края на 1 век.
- Първа Дакийска война на Траян – 101/102 г.
- През 103 и 105 г. се построява Траяновия мост от архитект Аполодор от Дамаск.
- Втора Дакийска война на Траян – 105 г.